# Campionato europeo femminile di pallacanestro 2001
Il 28º Campionato Europeo Femminile di Pallacanestro FIBA (noto anche come FIBA EuroBasket Women 2003) si è svolto in Francia, dal 14 al 23 settembre 2001.
L'edizione del 2003 è stata la terza organizzata in Francia, dopo quelle del 1962 e del 1976. A vincere è stata la squadra delle padrone di casa Francia, battendo in finale la Russia.

## Luoghi
Il torneo si è svolto in tre città: Orléans, Le Mans and Gravelines. I campi di gioco erano invece: ad Orléans il Palais des Sports; a Le Mans, l'Antarès; e a Gravelines, il Gravelines Sportica.

## Squadre partecipanti
L'edizione del 2001 prevedeva solo due gironi, composti nel seguente modo:
| Gruppo A - Francia - Spagna - Polonia - Jugoslavia - Romania - Ucraina | Gruppo B - Russia - Lituania - Ungheria - Slovacchia - Grecia - Rep. Ceca |

## Gironi di qualificazione

### Gruppo A
| Team          | Pt | V - P | PF - PS   | +/- |
| ------------- | -- | ----- | --------- | --- |
| 1. Francia    | 10 | 5 - 0 | 406 - 320 | +86 |
| 2. Spagna     | 8  | 3 - 2 | 397 - 344 | +53 |
| 3. Polonia    | 8  | 3 - 2 | 354 - 329 | +25 |
| 4. Jugoslavia | 8  | 3 - 2 | 383 - 373 | +10 |
| 5. Romania    | 6  | 1 - 4 | 315 - 404 | -89 |
| 6. Ucraina    | 5  | 0 - 5 | 322 - 407 | -85 |

| Orléans 14 settembre 2001, ore 14:30 CEST | Jugoslavia | 83 – 62 | Ucraina | Palais des Sports |

| Orléans 14 settembre 2001, ore 17:00 CEST | Spagna | 78 – 68 | Polonia | Palais des Sports |

| Orléans 14 settembre 2001, ore 20:00 CEST | Romania | 52 – 91 | Francia | Palais des Sports |

| Orléans 15 settembre 2001, ore 15:00 CEST | Ucraina | 83 – 62 | Spagna | Palais des Sports |

| Orléans 15 settembre 2001, ore 17:30 CEST | Polonia | 76 – 55 | Romania | Palais des Sports |

| Orléans 15 settembre 2001, ore 20:00 CEST | Francia | 88 – 67 | Jugoslavia | Palais des Sports |

| Orléans 16 settembre 2001, ore 15:00 CEST | Romania | 61 – 83 | Spagna | Palais des Sports |

| Orléans 16 settembre 2001, ore 17:30 CEST | Francia | 84 – 71 | Ucraina | Palais des Sports |

| Orléans 18 settembre 2001, ore 15:00 CEST | Ucraina | 67 – 86 | Romania | Palais des Sports |

| Orléans 18 settembre 2001, ore 17:30 CEST | Spagna | 79 – 80 | Jugoslavia | Palais des Sports |

| Orléans 18 settembre 2001, ore 20:00 CEST | Polonia | 66 – 73 | Francia | Palais des Sports |

| Orléans 19 settembre 2001, ore 15:00 CEST | Jugoslavia | 87 – 61 | Romania | Palais des Sports |

| Orléans 19 settembre 2001, ore 17:30 CEST | Polonia | 61 – 57 | Ucraina | Palais des Sports |

| Orléans 19 settembre 2001, ore 20:00 CEST | Francia | 70 – 64 | Spagna | Palais des Sports |

### Gruppo B
| Team          | Pt | V - P | PF - PS   | +/- |
| ------------- | -- | ----- | --------- | --- |
| 1. Russia     | 9  | 4 - 1 | 356 - 276 | +80 |
| 2. Lituania   | 9  | 4 - 1 | 371 - 358 | +13 |
| 3. Ungheria   | 8  | 3 - 2 | 317 - 302 | +15 |
| 4. Slovacchia | 7  | 2 - 3 | 337 - 341 | -4  |
| 5. Grecia     | 6  | 1 - 4 | 319 - 380 | -61 |
| 6. Rep. Ceca  | 6  | 1 - 4 | 328 - 371 | -43 |

| Gravelines 14 settembre 2001, ore 14:30 CEST | Grecia | 75 – 78 | Lituania | Gravelines Sportica |

| Gravelines 14 settembre 2001, ore 17:00 CEST | Rep. Ceca | 70 – 85 | Slovacchia | Gravelines Sportica |

| Gravelines 14 settembre 2001, ore 20:00 CEST | Ungheria | 65 – 61 | Russia | Gravelines Sportica |

| Gravelines 15 settembre 2001, ore 15:00 CEST | Lituania | 82 – 80 | Rep. Ceca | Gravelines Sportica |

| Gravelines 15 settembre 2001, ore 17:30 CEST | Slovacchia | 56 – 61 | Ungheria | Gravelines Sportica |

| Gravelines 15 settembre 2001, ore 20:00 CEST | Russia | 80 – 35 | Grecia | Gravelines Sportica |

| Gravelines 16 settembre 2001, ore 15:00 CEST | Ungheria | 55 – 57 | Rep. Ceca | Gravelines Sportica |

| Gravelines 16 settembre 2001, ore 17:30 CEST | Russia | 78 – 70 | Lituania | Gravelines Sportica |

| Gravelines 18 settembre 2001, ore 15:00 CEST | Lituania | 65 – 62 | Ungheria | Gravelines Sportica |

| Gravelines 18 settembre 2001, ore 17:30 CEST | Rep. Ceca | 67 – 72 | Grecia | Gravelines Sportica |

| Gravelines 18 settembre 2001, ore 20:00 CEST | Russia | 60 – 52 | Slovacchia | Gravelines Sportica |

| Gravelines 19 settembre 2001, ore 15:00 CEST | Grecia | 63 – 74 | Ungheria | Gravelines Sportica |

| Gravelines 19 settembre 2001, ore 17:30 CEST | Slovacchia | 63 – 76 | Lituania | Gravelines Sportica |

| Gravelines 19 settembre 2001, ore 20:00 CEST | Russia | 77 – 54 | Rep. Ceca | Gravelines Sportica |

## Fase Finale a eliminazione diretta (Le Mans)
Le prime quattro dei due gruppi passano direttamente ai quarti di finale, le ultime due di ogni girone disputano le gare per i posti dal nono al dodicesimo.
|  | Quarti di finale       | Quarti di finale       |                        |          | Semifinali                | Semifinali                |  |  | Finale                 | Finale |
|  |                        |                        |                        |          |                           |                           |  |  |                        |        |
|  | 21 settembre - Le Mans |                        |                        |          |                           |                           |  |  |                        |        |
|  |                        |                        |                        |          |                           |                           |  |  |                        |        |
|  | Russia                 | 64                     |                        |          |                           |                           |  |  |                        |        |
|  | Russia                 | 64                     | 22 settembre - Le Mans |          |                           |                           |  |  |                        |        |
|  | Jugoslavia             | 59                     |                        |          |                           |                           |  |  |                        |        |
|  | Jugoslavia             | 59                     | Russia                 | 74       |                           |                           |  |  |                        |        |
|  | 21 settembre - Le Mans |                        | Russia                 | 74       |                           |                           |  |  |                        |        |
|  |                        | Spagna                 | 59                     |          |                           |                           |  |  |                        |        |
|  | Spagna                 | Spagna                 | 59                     | 71       |                           |                           |  |  |                        |        |
|  | Spagna                 |                        | 23 settembre - Le Mans | 71       |                           |                           |  |  |                        |        |
|  | Ungheria               | 60                     |                        |          |                           |                           |  |  |                        |        |
|  | Ungheria               | 60                     | Russia                 | 68       |                           |                           |  |  |                        |        |
|  | 21 settembre - Le Mans |                        | Russia                 | 68       |                           |                           |  |  |                        |        |
|  |                        | Francia                | 73                     |          |                           |                           |  |  |                        |        |
|  | Francia                | Francia                | 73                     | 72       |                           |                           |  |  |                        |        |
|  | Francia                | 22 settembre - Le Mans |                        | 72       |                           |                           |  |  |                        |        |
|  | Slovacchia             | 56                     |                        |          |                           |                           |  |  |                        |        |
|  | Slovacchia             | 56                     | Francia                | 75       | Finale per il terzo posto | Finale per il terzo posto |  |  |                        |        |
|  | 21 settembre - Le Mans |                        | Francia                | 75       | Finale per il terzo posto | Finale per il terzo posto |  |  |                        |        |
|  |                        | Lituania               | 44                     |          |                           |                           |  |  |                        |        |
|  | Lituania               | Lituania               | 44                     | 83       | Spagna                    | 89                        |  |  |                        |        |
|  | Lituania               |                        |                        | 83       | Spagna                    | 89                        |  |  |                        |        |
|  | Polonia                | 81                     |                        | Lituania | 74                        |                           |  |  |                        |        |
|  | Polonia                | 81                     |                        |          | 74                        |                           |  |  |                        |        |
|  |                        |                        |                        |          |                           |                           |  |  | 23 settembre - Le Mans |        |
|  |                        |                        |                        |          |                           |                           |  |  |                        |        |

### Dal 5º all'8º posto
|  | Semifinali | Semifinali | Semifinali |         |            | Quinto Posto  | Quinto Posto  | Quinto Posto  |  |
|  |            |            |            |         |            |               |               |               |  |
|  | Jugoslavia | Jugoslavia | 78         |         |            |               |               |               |  |
|  | Jugoslavia | Jugoslavia | 78         |         |            |               |               |               |  |
|  | Ungheria   | Ungheria   | 58         |         |            |               |               |               |  |
|  | Ungheria   | Ungheria   | 58         |         | Jugoslavia | Jugoslavia    | 82            |               |  |
|  |            |            |            |         | Jugoslavia | Jugoslavia    | 82            |               |  |
|  |            |            | Polonia    | Polonia | 76         |               |               |               |  |
|  | Slovacchia | Slovacchia | Polonia    | Polonia | 76         | 66            |               |               |  |
|  | Slovacchia | Slovacchia |            |         |            | 66            |               |               |  |
|  | Polonia    | Polonia    | 80         |         |            | Settimo Posto | Settimo Posto | Settimo Posto |  |
|  | Polonia    | Polonia    | 80         |         |            |               |               |               |  |
|  |            |            |            |         |            |               |               |               |  |
|  |            |            |            |         |            | Ungheria      | Ungheria      | 79            |  |
|  |            |            |            |         |            | Ungheria      | Ungheria      | 79            |  |
|  |            |            |            |         |            | Slovacchia    | Slovacchia    | 68            |  |

### Dal 9º al 12º posto
|  | Semifinali | Semifinali | Semifinali |        |           | Quinto Posto  | Quinto Posto  | Quinto Posto  |  |
|  |            |            |            |        |           |               |               |               |  |
|  | Romania    | Romania    | 69         |        |           |               |               |               |  |
|  | Romania    | Romania    | 69         |        |           |               |               |               |  |
|  | Rep. Ceca  | Rep. Ceca  | 71         |        |           |               |               |               |  |
|  | Rep. Ceca  | Rep. Ceca  | 71         |        | Rep. Ceca | Rep. Ceca     | 62            |               |  |
|  |            |            |            |        | Rep. Ceca | Rep. Ceca     | 62            |               |  |
|  |            |            | Grecia     | Grecia | 54        |               |               |               |  |
|  | Grecia     | Grecia     | Grecia     | Grecia | 54        | 67            |               |               |  |
|  | Grecia     | Grecia     |            |        |           | 67            |               |               |  |
|  | Ucraina    | Ucraina    | 60         |        |           | Settimo Posto | Settimo Posto | Settimo Posto |  |
|  | Ucraina    | Ucraina    | 60         |        |           |               |               |               |  |
|  |            |            |            |        |           |               |               |               |  |
|  |            |            |            |        |           | Romania       | Romania       | 67            |  |
|  |            |            |            |        |           | Romania       | Romania       | 67            |  |
|  |            |            |            |        |           | Ucraina       | Ucraina       | 70            |  |

## Classifica finale
| Campione d'Europa | Campione d'Europa | Campione d'Europa |
| --- | ----------------- | --- |
| Francia4 Savasta, 5 Le Dréan, 6 Melain, 7 Lawson, 8 Souvré, 9 Sauret, 10 Lesdema, 11 Dijon, 12 Tonnerre, 13 Fijalkowski, 14 Moussard, 15 Antibe, All. Alain Jardel |                   | |
| Argento | Russia            | Russia4 Nikonova, 5 Rachmatulina, 6 Artešina, 7 Archipova, 8 Baranova, 9 Skopa, 10 Chudašova, 11 Stepanova, 12 Kalmykova, 13 Karpova, 14 Osipova, 15 Korstin, All. Vadim Kapranov                                |
| Bronzo | Spagna            | Spagna4 Aguilar, 5 Sánchez, 6 Anula, 7 Peláez, 8 Gallego, 9 Zurro, 10 Mirchandani, 11 García, 12 Pons, 13 Ferragut, 14 Cebrián, 15 López, All. Vicente Rodríguez                                                 |
| 4. | Lituania          | Lituania4 Valentienė, 5 Brazdeikytė, 6 Bimbaitė, 7 Kuktienė, 8 Čiūdarienė, 9 Nikonovaitė, 10 Berūkštienė, 11 Baranauskaitė, 12 Aleliūnaitė, 13 Dambrauskaitė, 14 Vilutytė, 15 Kurtinaitienė, All. Vydas Gedvilas |
| 5. | Jugoslavia        | Jugoslavia4 Joković, 5 Đelmiš, 6 Žakula, 7 Mandić, 8 Veselovski, 9 Stanković, 10 Radunović, 11 Bjelica, 12 Drljača, 13 Tuvić, 14 Anđelić, 15 Vuković, All. Miroslav Popov                                        |
| 6. | Polonia           | Polonia4 Cupryś, 5 Koryzna, 6 Krupska, 7 Ciecierska, 8 Madejska, 9 Wróbel, 10 Bibrzycka, 11 Mróz, 12 M. Dydek, 13 Czepiec, 14 K. Dydek, 15 Pałka, All. Tomasz Herkt                                              |
| 7. | Ungheria          | Ungheria4 Iványi, 5 Fűrész, 6 Újvári, 7 Kosjár, 8 Seres, 9 Csák, 10 Béres, 11 Papp, 12 Hagara, 13 Újhelyi, 14 Kalmár-Nagy, 15 Károlyi, All. László Rátgéber                                                      |
| 8. | Slovacchia        | Slovacchia4 Borovičková, 5 Hudecová, 6 Jendrichovská, 7 Žirková, 8 Kuklová, 9 Godályová, 10 Hiráková, 11 Libičová, 12 Škvareková, 13 Lichnerová, 14 Vasilková, 15 Gyurcsi, All. Marián Matyáš                    |
| Eliminate nella fase a gironi |                   | |
| 9. | Rep. Ceca         | Rep. Ceca4 Stejskalová, 5 Bortelová, 6 Borecká, 7 Hartigová, 8 Jarchovská, 9 Machová, 10 Pavlíčková, 11 Pechová, 12 Blahůšková, 13 Vítečková, 14 Veselá, 15 Večeřová, All. Jan Bobrovský                         |
| 10. | Grecia            | Grecia4 Kavvadia, 5 Kōstakī, 6 Delī, 7 Papaīlia, 8 Tasoulī, 9 Maltsī, 10 Saregkou, 11 Volonakī, 12 Nikolaidou, 13 Samoroukova, 14 Prassa, 15 Kligkopoulou, All. -                                                |
| 11. | Ucraina           | Ucraina4 Kyryčenko, 5 Burenok, 6 Dejnyčenko, 7 Proščenko, 8 Šablins'ka, 9 Tkačenko, 10 Birjuk, 11 Isačenko, 12 Pys'mennyk, 13 Leleka, 14 Ohorodnikova, 15 Chodova, All. -                                        |
| 12. | Romania           | Romania4 Stoenescu, 5 Mandache, 6 Nițulescu, 7 Urban, 8 Matei, 9 Toma, 10 Nicolae, 11 Colceag, 12 Părău, 13 Pop, 14 Brosovszky, 15 Pașcalău, All. -                                                              |

## Riconoscimenti giocatrici

### MVP del torneo
- Cathy Melain -  Francia.